# Sauviac (Gers)
 Sauviac  es una localidad y comuna de Francia, en la región de Mediodía-Pirineos, departamento de Gers, en el distrito y cantón de Mirande.
Su población en el censo de 1999 era de 134 habitantes.
No está integrada en ninguna Communauté de communes.

## Demografía
| 169 | 148 | 144 | 130 | 132 | 134 |
| Para los censos de 1962 a 1999 la población legal corresponde a la población sin duplicidades (Fuente: INSEE [Consultar]) |     |     |     |     |     |